# Christian Eberhard Niemeyer
Heinrich Christian Eberhard Niemeyer (* 7. November 1675 in Hannover; † 27. August 1757 in Eggersen, Levedagsen) war ab 1716 Amtmann in Lauenstein.

## Leben
Seine Eltern waren Joachim Niemeyer (1638–1706) aus Celle und Anna Margareta, geb. Wichmann aus Hameln.
Ab 1705 wirkte er im Amt Lauenstein. 1706 heiratete er dort Anna Dorothea Brauns, die Tochter des Amtmanns von Oldenstadt (in Uelzen), Martin Brauns.
Ein umfangreicher Garn- und Lederhandel begründete seinen Reichtum. 1734 kaufte er das Rittergut Brokeloh
und 1742 das Gut Grolland im heutigen Huchting, Ortsteil Grolland.